# Бугаски лиман
Бугаски лиман (рус. Бугазский лиман) језеро је лиманског порекла у старој делти реке Кубањ, на југу Таманског полуострва. Налази се на западу Краснодарске покрајине Русије, неких 30 км северозападно од града Анапе, а његова целокупна акваторија административно припада Анапском градском округу. Део је знатно пространије групације Кубањских лимана.
Јако је издужен у смеру североисток-југозапад у дужини од око 13,5 км, максимална ширина не прелази 3,7 километара, а површина акваторије је око 35 km². На северу је Голењском косом одвојен од знатно пространијег Кизилташког лимана, док га на југу од Црног мора одваја уска Бугаска коса. Уз његову северозападну обалу налазе се блатни вулкани Поливадина и Макотра.
Захваљујући реци Кубањ која је протицала кроз лиман све до почетка XIX века Бугаски лиман је била слатководна акваторија, али након што је река променила ток и скренула на север ка Азовском мору, лиман је изгубио најважнији доток свеже воде, што је довело до појачане салинизације његове воде.